# Jules Violle
Jules Louis Gabriel Violle (Langres, 16 de novembro de 1841 — Fixin, 12 de setembro de 1923) foi um físico e inventor que se destacou no campo do estudo da radiação solar e da óptica. Foi um dos pioneiros no estudo da luz solar, tendo determinado em 1875, no Mont Blanc, o valor da constante solar. Desenvolveu em 1881 um padrão para a intensidade luminosa, o violle, definido como a luz emitida por 1 cm² de platina aquecida ao seu ponto de fusão, sendo a primeira unidade de intensidade luminosa que não dependia das propriedades de um qualquer tipo de lâmpada. Especula-se seria a verdadeira identidade de Fulcanelli, um alquimista francês coevo cuja identidade não se conhece com certeza.